# Municipio de Ravenna (Minnesota)
El municipio de Ravenna (en inglés: Ravenna Township) es un municipio ubicado en el condado de Dakota en el estado estadounidense de Minnesota. En el año 2010 tenía una población de 2336 habitantes y una densidad poblacional de 41,04 personas por km².

## Geografía
El municipio de Ravenna se encuentra ubicado en las coordenadas 44°41′18″N 92°46′13″O / 44.68833, -92.77028. Según la Oficina del Censo de los Estados Unidos, el municipio tiene una superficie total de 56.91 km², de la cual 51,54 km² corresponden a tierra firme y (9,44 %) 5,37 km² es agua.

## Demografía
Según el censo de 2010, había 2336 personas residiendo en el municipio de Ravenna. La densidad de población era de 41,04 hab./km². De los 2336 habitantes, el municipio de Ravenna estaba compuesto por el 97,9 % blancos, el 0,21 % eran afroamericanos, el 0,56 % eran amerindios, el 0,47 % eran asiáticos, el 0,3 % eran de otras razas y el 0,56 % eran de una mezcla de razas. Del total de la población el 1,2 % eran hispanos o latinos de cualquier raza.